# Liste der Bischöfe von Condom
Die folgenden Personen waren Bischöfe von Condom:

## Äbte
- Gombaud
- Hugo um 1010
- Pierre
- Virecuhde de Lana
- Guillaume de Puylejean oder Poylouvant
- Seguin de la Caussade um 1050
- Raimond d’Albuhon oder d’Olbion um 1070
- Durand de Saint-Hilaire oder de Saint-Alier
- Eude de Casenove
- Bergome de lana
- Aimeri de Calmont ca. 1130–ca. 1143
- Garcias ca. 1163–ca. 1167
- Pelerin de Forsez um 1187
- Montasin de Galard ca. 1200–20. September 1247
- Auger d’Audiran 1247–1285
- Arnaud Eude de Lomagne 1285–1305
- Raimond de Galard 1305–1317

## Bischöfe
- 1317–1340: Raimond de Galard
- 1340–1369: Pierre de Galard
- 1369–1401: Bernard Alaman
- 1401–1405: Hugues Raimbaud
- 1405–1408: ?
- 1408–1418: Aymeric Noël (auch Bischof von Castres)
- 1419–1421: Pierre Assalbit (auch Bischof von Oloron und Alet)
- 1421–1454: Jean Coursier
- 1454–1458: Guillaume d’Estampes (auch Bischof von Montauban, Haus Estampes)
- 1461–1486: Guy de Montbrun (auch Abt von d’Eysses)
- 1486–1496: Antoine de Pompadour
- 1496–1497: Jean Bilhères de Lagraulas  und Amanieu d’Albret (Administrator)
- 1497–1521: Jean Marre, nach seinem Tod bestimmte der Papst François du Moulin de Rochefort zum Nachfolger, der aber seine Rechte an vom Kapitel gewählten Nachfolger abtrat
- 1521–1544: Hérard de Grossoles-Flamarens
- 1545–1564: Charles de Pisseleu (davor Bischof von Mende)
- 1565–1569: Robert de Gontaut-Biron (auch Prior von Sainte-Livrade)
- 1570–1581: Jean de Monluc
- 1581–1616: Jean du Chemin
- 1616–1647: Antoine de Coues
- 1647–1659: Jean d’Estrades (auch Abt von Bonnefont und Comminges und Bischof von Périgueux)
- 1660–1668: Charles-Louis de Lorraine (Prior von Layrac)
- 1669–1671: Jacques-Bénigne Bossuet
- 1671–1693: Jacques de Goyon de Matignon (Haus Goyon)
  - 1693: Mathieu-Isaure d’Hervaut (Elekt, dann Bischof von Tours)
- 1693–1734: Louis Milon
- 1735–1758: Emmanuel de Cossé-Brissac (auch Abt von Fontfroide)
- 1758–1760: Louis-Joseph de Montmorency-Laval (auch Abt von Sainte-Croix in Bordeaux und Bischof von Orléans, Stammliste der Montmorency)
- 1760–1763: Étienne Charles de Loménie de Brienne (auch Erzbischof von Toulouse)
- 1763–1792: Alexandre-César d’Anterroches